# Winifred McNair
Winifred Margaret Slocock épouse McNair (9 août 1877 — 28 mars 1954), plus connue sous le nom de Winifred Slocock, est une joueuse de tennis britannique de l'entre-deux-guerres.
En 1913, elle a atteint la finale du simple à Wimbledon, gagnant aussi le double dames avec Dora Boothby.
Toujours en double dames et associée à Kathleen McKane, elle a décroché la médaille d'or aux Jeux olympiques d'Anvers en 1920.

## Palmarès (partiel)

### Finale en simple dames
| No | Date       | Nom et lieu du tournoi       | Catégorie | Surface      | Vainqueure        | Score    |  |
| -- | ---------- | ---------------------------- | --------- | ------------ | ----------------- | -------- |  |
| 1  | 23/06/1913 | The Championships, Wimbledon | G. Chelem | Gazon (ext.) | Dorothea Douglass | 6-0, 6-4 |  |

### Titres en double dames
| No | Date       | Nom et lieu du tournoi       | Catégorie     | Surface      | Partenaire   | Finalistes                              | Score         |          |
| -- | ---------- | ---------------------------- | ------------- | ------------ | ------------ | --------------------------------------- | ------------- | -------- |
| 1  | 23/06/1913 | The Championships Wimbledon  | G. Chelem     | Gazon (ext.) | Dora Boothby | Charlotte Cooper Dorothea Douglass      | 4-6, 2-4, ab. |          |
| 2  | 23/08/1920 | Jeux olympiques d'été Anvers | J. olympiques | Gazon (ext.) | Kitty McKane | Winifred Beamish · Edith Dorothy Holman | 8-6, 6-4      | Parcours |

## Parcours en Grand Chelem (partiel)
Si l’expression « Grand Chelem » désigne classiquement les quatre tournois les plus importants de l’histoire du tennis, elle n'est utilisée pour la première fois qu'en 1933, et n'acquiert la plénitude de son sens que peu à peu à partir des années 1950.

### En simple dames
| Année | Championnat d'Australasie | Championnat d'Australasie | Championnat de France | Championnat de France | Wimbledon       | Wimbledon       | US National | US National |
| ----- | ------------------------- | ------------------------- | --------------------- | --------------------- | --------------- | --------------- | ----------- | ----------- |
| 1913  | -                         | -                         | -                     | -                     | Finale          | D. Douglass     | -           | -           |
| 1924  | -                         | -                         | -                     | -                     | 1er tour (1/32) | Hazel Hotchkiss | -           | -           |

À droite du résultat, l’ultime adversaire.

### En double dames
| Année | - | - | Championnat de France | Championnat de France | Wimbledon             | Wimbledon             | US National | US National |
| 1913  | - | - | -                     | -                     | Victoire Dora Boothby | C. Cooper D. Douglass | -           | -           |

Sous le résultat, la partenaire ; à droite, l’ultime équipe adverse.

## Parcours aux Jeux olympiques

### En simple dames
| # | Date       | Nom de l'olympiade            | Surface      | Résultat      | Ultime adversaire | Score    |          |
| - | ---------- | ----------------------------- | ------------ | ------------- | ----------------- | -------- | -------- |
| 1 | 23/08/1920 | Jeux olympiques d'été, Anvers | Gazon (ext.) | 2e tour (1/8) | Suzanne Lenglen   | 6-0, 6-0 | Parcours |

### En double dames
| # | Date       | Nom de l'olympiade           | Surface      | Résultat | Partenaire   | Ultimes adversaires                     | Score    |          |
| - | ---------- | ---------------------------- | ------------ | -------- | ------------ | --------------------------------------- | -------- | -------- |
| 1 | 23/08/1920 | Jeux olympiques d'été Anvers | Gazon (ext.) | Or       | Kitty McKane | Winifred Beamish · Edith Dorothy Holman | 8-6, 6-4 | Parcours |

### En double mixte
| # | Date       | Nom de l'olympiade           | Surface      | Résultat        | Partenaire      | Ultimes adversaires             | Score         |          |
| - | ---------- | ---------------------------- | ------------ | --------------- | --------------- | ------------------------------- | ------------- | -------- |
| 1 | 23/08/1920 | Jeux olympiques d'été Anvers | Gazon (ext.) | 1er tour (1/16) | Oswald Turnbull | Alfred Beamish Winifred Beamish | 4-6, 6-4, 7-5 | Parcours |